# Kauhava
Kauhava è una città finlandese di 15116 abitanti, situata nella regione dell'Ostrobotnia Meridionale.
Dal 2009 sono stati accorpati gli ex comuni di Kortesjärvi, Alahärmä e Ylihärmä.